# 赵长义
赵长义（1953年4月—），男，汉族，山东蓬莱人。中国共产党党员，中华人民共和国政治人物。
2008年1月9日，当选为沈阳市人大常委会主任。2013年1月，连任沈阳市人大常委会主任。2017年1月12日，不再担任沈阳市人大常委会主任。